# Lucien Bentz
Lucien Bentz, né à Nancy le 22 octobre 1866 et mort en 1943, est un architecte et professeur d'architecture français. Il peut être rattaché au mouvement de l'école de Nancy.  

## Biographie
Jean-Baptiste Lucien Bentz est le fils d'Auguste Alfred Bentz, négociant à Nancy, et de Marie Marguerite Claire Parisot.
Après avoir suivi les cours de la section "architecture" de l'école régionale des beaux-arts de Nancy en 1886 et 1887, Lucien Bentz entre à l'école des beaux-arts de Paris en 1887. Il est diplômé le 21 juin 1894. Il fréquente également l'école centrale des arts et manufactures de Paris où il obtient un diplôme d'architecte et d'ingénieur. Durant ses études, il est l'élève de Louis-Jules André, Victor Laloux et Julien Guadet.
Lucien Bentz établit son agence au 15 rue de Serres à Nancy. Il devient l'architecte des monuments historiques en 1895.
Il enseigne l'architecture et est chargé de cours scientifiques à l'école régionale des beaux-arts de Nancy.
Peintre et aquarelliste, il expose lors du salon de Nancy en 1896 des peintures qui représentent des vues de Nancy, d'Alsace, de Paris et de sa région.
Son style peut être parfois vu comme relevant de l'École de Nancy, en particulier dans le choix des décorations florales, mais il n'y est pas philosophiquement attaché,.

## Réalisations

### à Nancy et en Meurthe-et-Moselle
- Manufacture de chaussures Doeflinger, à Nancy (1896)[2].
- Filature de Blainvile-sur-l'Eau (1897)[2].
- Cartonneries réunies de l'Est, à Champigneulles (1899-1900)[2].
- Maison dite Villa Ambiel ou Renaudin[6], 51 rue Pasteur à Nancy (1902[3]).  Inscrit MH (1981, façade et toiture)

Georges Ambiel charge l'architecte de construire pour son épouse une demeure à proximité immédiate du parc Sainte-Marie. En 1906, la désormais veuve Ambiel vend la maison à l'artiste Alfred Renaudin. Le décor floral est dû à Auguste Vautrin et les verrières (disparues) à Jacques Gruber.
- Pharmacie Jacques[8], 33 rue de la Commanderie et 55 rue Jeanne-d'Arc à Nancy (1903[9]).  Inscrit MH (1977, façade et toiture)

La pharmacie Jacques est construite pour Victor Jacques, pharmacien, qui installe son officine au rez-de-chaussée. Les décorations sont réalisées  par Auguste Vautrin, sculpteur et modeleur formé dans l'atelier nancéien de Paul Cayotte. Les verrières sont l'œuvre de Jacques Gruber. L'important décor floral s'inspire du domaine médicinal, le reliant ainsi à l'activité du commanditaire, mais également à l'activité d'horticulture de la ville. 
- Café-concert et casino de Toul (1904-1906)[2].
- Mairie de Vandœuvre-les-Nancy (1905)[2].
- Immeuble, 44 rue Jeanne-d'Arc à Nancy (1906)[3].
- Immeuble, 26 rue de la Commanderie à Nancy (1906)[5].
- Immeuble, 12 rue Émile Gallé à Nancy (1907)[5].
- Immeuble, 34 rue Saint-Dizier à Nancy (1909)[5].
- Grande brasserie de la Moselle, rue Gabriel Bour à Champigneulles (1913)[5].
- Bains-douches, 5 quai de Strasbourg à Lunéville (1913-1919)[2].
- Sanatorium de Méhoncourt (1923)[2].
- Bureau de poste de Lunéville (1930)[2].

Quelques édifices nancéiens de Lucien Bentz
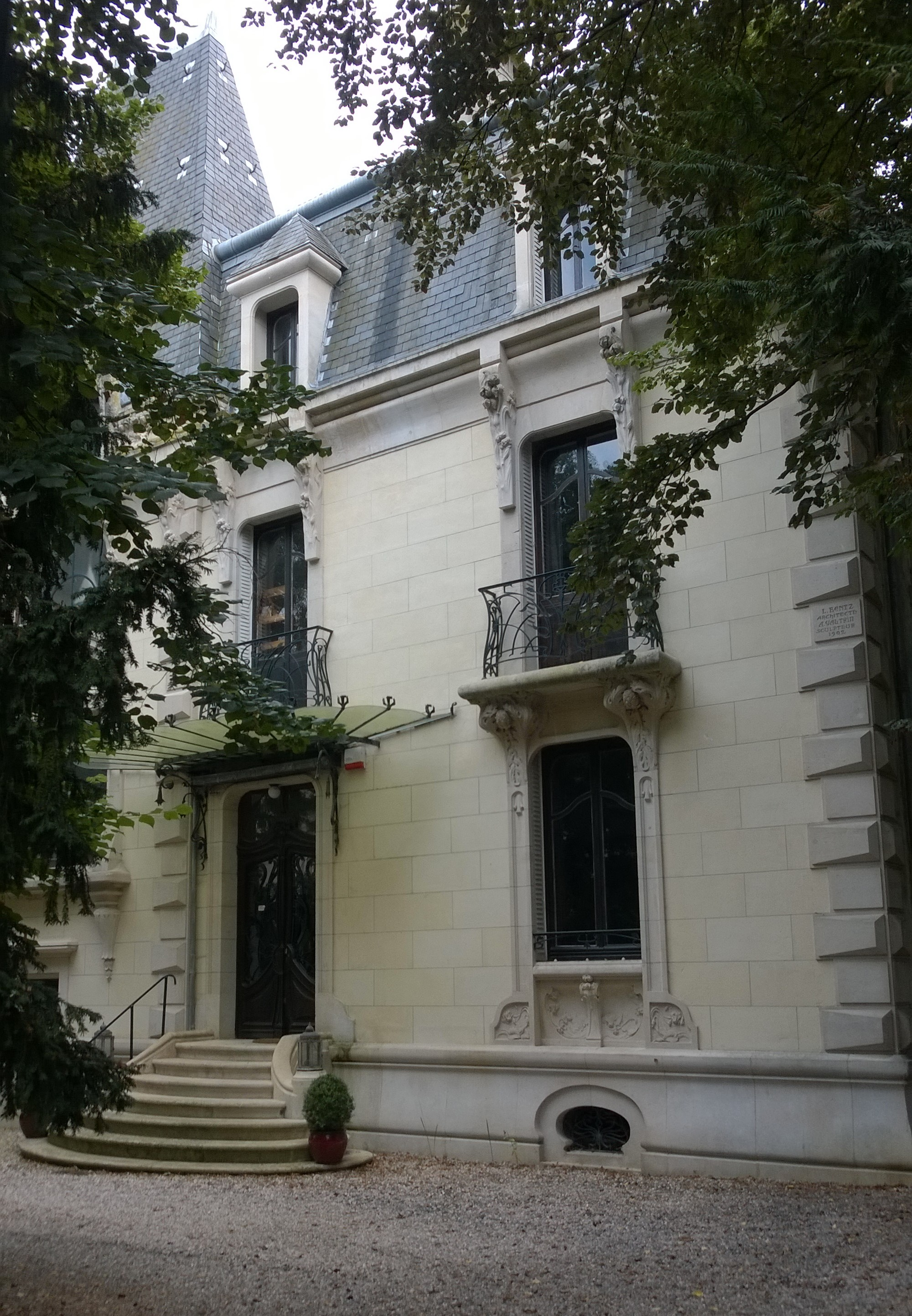
Maison Renaudin.
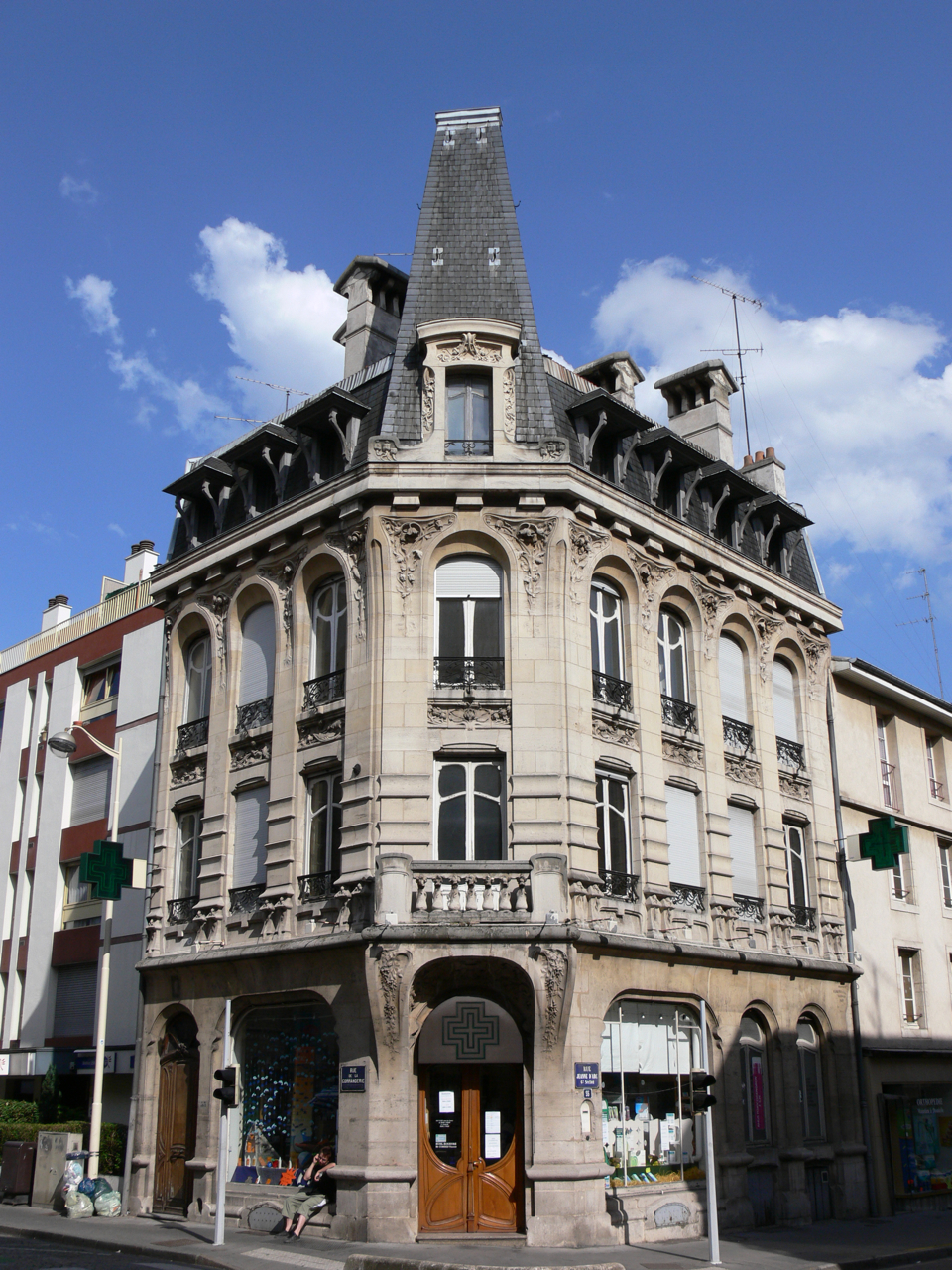
Pharmacie Jacques.

### hors de Meurthe-et-Moselle
- Mairie d'Argenteuil (1897)[2].